# Jacques Ochs
Jacques Martin Ochs (Niza, 18 de febrero de 1883-Lieja, 3 de abril de 1971) fue un deportista belga que compitió en esgrima, especialista en la modalidad de espada. Participó en los Juegos Olímpicos de Estocolmo 1912, obteniendo una medalla de oro en la prueba por equipos.

## Palmarés internacional
| Juegos Olímpicos | Juegos Olímpicos   | Juegos Olímpicos | Juegos Olímpicos   |
| Año              | Lugar              | Medalla          | Prueba             |
| ---------------- | ------------------ | ---------------- | ------------------ |
| 1912             | Estocolmo (Suecia) | Medalla de oro   | Espada por equipos |